# Цзан Кэцзя
Цзан Кэцзя (кит. 臧克家; 8 октября 1905, Чжучэн провинции Шаньдун — 5 февраля 2004, Пекин, КНР) — китайский крестьянский поэт, прозаик, редактор, политик.

## Биография
Родился в деревне и до восемнадцати лет не покидал её пределов.
В 1930—1934 годах изучал китайскую филологию в Шаньдунском национальном университете, а также учился в военно-политическом училище.
В 1933 году опубликовал свой первый сборник стихов «Клеймо», в 1946 году — сборник политических произведений в ироническом тоне. Первые произведения поэта связаны с юношеской разочарованностью и смятением. В начале 1950-х годов вместе с Чжоу Чжэньфу редактировал издание «Избранные поэтические произведения председателя Мао» (с примечаниями и комментариями).
Придерживался демократических взглядов. В 1957—1964 годах был главным редактором журнала «Поэзия». Получил звание почётного вице-президента Ассоциации китайских писателей; был членом  Китайской демократической лиги.
После начала китайско-японской войны 1937—1945 занимался культурной пропагандой для армии, были опубликованы его сборники, а также несколько томов поэзии про армию. После войны  занимался редакторской деятельностью и опубликовал свой первый сборник рассказов и прозы.
В стихах Цзан Кэцзя — протест, гнев, горечь, которые обострились и усилились в годы войны против японских захватчиков.
Избирался депутатом Всекитайского собрания народных представителей 4-х созывов.